# Klaus Kröppelien

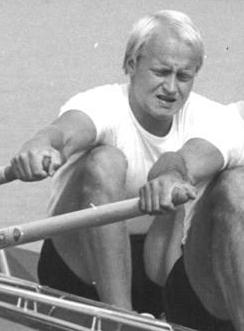
Klaus Kröppelien am 24. August 1982 bei den Ruder-Weltmeisterschaften in Luzern

Klaus Kröppelien (* 29. Juni 1958 in Rostock) ist ein ehemaliger Ruderer aus der Deutschen Demokratischen Republik. 1980 gelang ihm der Olympiasieg im Doppelzweier.
Der Ruderer vom ASK Vorwärts Rostock wurde 1976 Juniorenweltmeister mit dem Doppelvierer. 1977 belegte Kröppelien in der Erwachsenenklasse den dritten Platz bei den DDR-Meisterschaften im Doppelzweier. 1979 bei den Weltmeisterschaften in Bled gewann der Doppelvierer aus der DDR den Titel in der Besetzung Peter Kersten, Klaus Kröppelien, Karl-Heinz Bußert und Joachim Dreifke. Für die Olympischen Spiele 1980 in Moskau qualifizierte sich Peter Kersten im Einer. Dreifke und Kröppelien starteten im Doppelzweier und gewannen die Goldmedaille mit zwei Sekunden Vorsprung auf die zweitplatzierten Jugoslawen. Für diesen Erfolg wurde er mit dem Vaterländischen Verdienstorden in Silber ausgezeichnet. 1981 siegten die beiden Rostocker bei den Weltmeisterschaften auf der Regattastrecke Oberschleißheim bei München. 1982 bei den Weltmeisterschaften auf dem Rotsee bei Luzern belegten die beiden den zweiten Platz hinter den Norwegern Alf Hansen und Rolf Thorsen. Die Karriere des Doppelzweiers Dreifke/Kröppelien endete bei den DDR-Meisterschaften 1983, als sie von Thomas Lange und Uwe Heppner geschlagen wurden.
Klaus Kröppelien war gelernter Elektromechaniker, gehörte bis zur Wende der Volksmarine an und arbeitete nach der Wende als Busfahrer.